# 寺本比呂文
寺本 比呂文（てらもと ひろふみ、1973年6月7日 - ）は、熊本県上益城郡甲佐町出身の元プロ野球選手（投手）。

## 来歴・人物
甲佐高では速球を持ち味として地区大会で優勝したが、県大会は3年春ベスト8が最高。社会人野球の川崎製鉄神戸では3年目の1994年に先発投手の一人として都市対抗出場などに貢献、全国大会ではエース豊田次郎の存在があって登板はなかった。同年で野球部が廃部となったが、ドラフト会議で西武ライオンズから指名を受け、契約金6700万円、年俸1000万円（いずれも推定）で入団契約を結んだ。背番号は工藤公康の47を引き継いだ。
2年目の1996年には出身地・熊本の藤崎台球場で行われたジュニア・オールスターゲームでイースタンの先発を任されたものの、敗戦投手となっている。一軍でも登板機会を与えられ、翌1997年はキャンプ終了後から肩痛に悩まされ、オフまで投球練習ができなかった。加藤初二軍コーチの激励もあって1998年は一軍で初先発・初勝利を挙げ、16試合に登板した。1999年以降は一軍登板がなく、2001年限りで現役を引退した。スライダーが武器。

## 詳細情報

### 年度別投手成績
| 年 度     | 球 団     | 登 板 | 先 発 | 完 投 | 完 封 | 無 四 球 | 勝 利 | 敗 戦 | セ 丨 ブ | ホ 丨 ル ド | 勝 率 | 打 者 | 投 球 回 | 被 安 打 | 被 本 塁 打 | 与 四 球 | 敬 遠 | 与 死 球 | 奪 三 振 | 暴 投 | ボ 丨 ク | 失 点 | 自 責 点 | 防 御 率 | W H I P |
| --------- | --------- | ----- | ----- | ----- | ----- | -------- | ----- | ----- | -------- | ----------- | ----- | ----- | -------- | -------- | ----------- | -------- | ----- | -------- | -------- | ----- | -------- | ----- | -------- | -------- | ------- |
| 1996      | 西武      | 7     | 0     | 0     | 0     | 0        | 0     | 0     | 1        | --          | ----  | 50    | 12.0     | 7        | 1           | 7        | 0     | 0        | 13       | 0     | 0        | 4     | 4        | 3.00     | 1.17    |
| 1998      | 西武      | 9     | 5     | 0     | 0     | 0        | 1     | 1     | 0        | --          | .500  | 133   | 29.0     | 33       | 4           | 13       | 0     | 0        | 18       | 3     | 2        | 21    | 16       | 4.97     | 1.59    |
| 通算：2年 | 通算：2年 | 16    | 5     | 0     | 0     | 0        | 1     | 1     | 1        | --          | .500  | 183   | 41.0     | 40       | 5           | 20       | 0     | 0        | 31       | 3     | 2        | 25    | 20       | 4.39     | 1.46    |

### 記録
- 初登板：1996年8月14日、対近鉄バファローズ15回戦（西武ライオンズ球場）、9回表に4番手で救援登板・完了、1回無失点
- 初奪三振：同上、9回表に鈴木貴久から
- 初セーブ：1996年9月16日、対福岡ダイエーホークス25回戦（西武ライオンズ球場）、7回表に2番手で救援登板・完了、3回無失点
- 初先発・初勝利：1998年6月18日、対日本ハムファイターズ12回戦（西武ドーム）、5回 被安打6、与四球3、奪三振4、自責点1

### 背番号
- 47 （1995年 - 2001年）